# GP Denain 1984
De 26e editie van de wielerwedstrijd GP Denain werd gehouden op 25 april 1984. De start en finish vonden plaats in Denain in het Franse Noorderdepartement. Op het podium stonden drie Belgen Willy Vigouroux, Claude Criquielion en Yves Godimus; waarvan de laatste won.

## Uitslag
| GP Denain 1984 |                    |                                  |      |
| Plaats         | Naam               | Ploeg                            | tijd |
| Winnaar        | Yves Godimus       | Fangio-Ecoturbo                  |      |
| 2              | Claude Criquielion | Splendor-Mondial Moquette        |      |
| 3              | Willy Vigouroux    | Splendor-Mondial Moquette        |      |
| 4              | Willy Teirlinck    | Eurosoap-Crack-De Bilde-Libertas |      |
| 5              | Bruno Wojtinek     | Renault-Elf                      |      |
| 6              | William Tackaert   | Fangio-Ecoturbo                  |      |
| 7              | Patrick Deneut     | Eurosoap-Crack-De Bilde-Libertas |      |
| 8              | Jan Jonkers        | Elro-Autobrabant-Mavic           |      |
| 9              | Erik Stevens       | Eurosoap-Crack-De Bilde-Libertas |      |
| 10             | Jan Bogaert        | Dries-Verandalux-Gios            |      |

1959 · 1960 · 1961 · 1962 · 1963 · 1964 · 1965 · 1966 · 1967 · 1968 · 1969 · 1970 · 1971 · 1972 · 1973 · 1974 · 1975 · 1976 · 1977 · 1978 · 1979 · 1980 · 1981 · 1982 · 1983 · 1984 · 1985 · 1986 · 1987 · 1988 · 1989 · 1990 · 1991 · 1992 · 1993 · 1994 · 1995 · 1996 · 1997 · 1998 · 1999 · 2000 · 2001 · 2002 · 2003 · 2004 · 2005 · 2006 · 2007 · 2008 · 2009 · 2010 · 2011 · 2012 · 2013 · 2014 · 2015 · 2016 · 2017 · 2018 · 2019 · 2020 · 2021 · 2022 · 2023 · 2024 · 2025